# Maria Bandeira
Maria do Carmo Vaughan Bandeira ou apenas Maria Bandeira (Rio de Janeiro, 5 de junho de 1902 — 29 de julho de 1992) foi uma pioneira botânica brasileira.
Primeira botânica do Jardim Botânico do Rio de Janeiro, coletou e identificou de cerca de 800 plantas, fungos e líquens, com imagens e espécimes, além de distribuir exemplares para outros herbários brasileiros, europeus e americanos. Em 1931, entretanto, abandonou a carreira científica e os estudos em Paris para ingressar em uma ordem de freiras.

## Biografia
Maria do Carmo nasceu na capital fluminense em 1902. Era filha de Raimundo Carneiro de Sousa Bandeira (1885-1929), médico pernambucano, diretor do Hospital dos Ingleses e depois Hospital dos Estrangeiros, deputado federal constituinte pelo estado de Pernambuco em setembro de 1890. Sua mãe era Helena Dubeux Vaughan (1866-1930), de origem inglesa, que nasceu em Salvador e com grandes habilidades musicais. O casal teve um filho e quatro filhas, tendo enviado as mulheres para estudar no exterior, formação esta interrompida pela eclosão da Primeira Guerra Mundial, que as fizeram retornar ao Brasil em 1915.

## Carreira
Maria concluiu o secundário no antigo Colégio Sacré-Coeur de Jésus, no Rio de Janeiro, em 1918. Algum tempo depois, por meio do contato de seu pai com Pacheco Leão, então diretor do Jardim Botânico do Rio de Janeiro (JBRJ), Maria ingressa na instituição. Oficialmente contratada como estudante em 1925, algo como uma estagiária em dias atuais, Maria começou a trabalhar antes, pois desde 1923 já fazia identificações botânicas, como demonstram espécimes depositados no herbário da instituição. É provável que ela tenha passado por um período de aprendizado no herbário para depois ser contratada oficialmente.
Maria tornou-se representante oficial do Jardim Botânico, tendo assim representado a instituição por ocasião da chegada ao Rio de Janeiro da química e duas vezes prêmio Nobel Marie Curie, em 1926. Maria representava o Jardim Botânico na comitiva que recepcionou Curie na chegada no Porto do Rio de Janeiro.
| “ | A senhorita Maria do Carmo V. Bandeira fez estudos sistemáticos da flora briológica e micológica do Brasil, cujos herbários foram enriquecidos com mais de 500 espécies, efetuando também excursões no Distrito Federal para a coleta de material botânico. | ” |

Sua atuação como botânica ampliou o conhecimento acerca dos distintos grupos de plantas que constituem a flora brasileira, em especial as briófitas e os fungos, com aumento das coleções do herbário do Jardim Botânico. Em 1917, o herbário abrigava cerca de 8.139 exsicatas, em 1920 este número já era de 14.600 exsicatas e, cinco anos depois, em 1925, havia atingido o número de 19.643 exsicatas.
Sua colaboração com o briólogo finlandês Viktor Ferdinand Brotherus (1849-1929) foi bastante intensa, como se pode verificar pelas correspondências entre ambos, depositados no acervo da família e nas etiquetas de espécies do herbário. Maria fazia uma identificação preliminar do material por ela coletado, enviava-o a Brotherus que ratificava ou retificava as determinações, qualificando-as. Dois epítetos específicos em dois distintos gêneros foram homenagens de Brotherus a Maria: Floribundaria bandeirae e Stereophyllum bandeirae, a partir de espécimes coletadas por ela em 1923 e 1924, mas a publicação científica não ocorreu.
Por ser fluente em diferentes idiomas, como inglês, francês e alemão, Maria tinha contatos frequentes com vários profissionais de diversos países. Conhecer latim também era essencial, pois facilitou a consulta à literatura taxonômica da época. Maria trocou diversas correspondências com Mary Agnes Chase e trabalhou ao lado de Bertha Lutz na Seção de Botânica e Fisiologia Vegetal no Jardim Botânico. Entre 1923 e 1929, Maria Bandeira coletou 800 espécimes, depositou as amostras no herbário do JBRJ e distribuiu duplicatas para outros herbários brasileiros, europeus e americanos.
Seus primeiros espécimes foram briófitas em Nova Friburgo (RJ), na fazenda de propriedade da família, tendo percorrido a cidade e fazendo coletas em várias localidades, principalmente de briófitas, fungos e líquens. Participou de expedições científicas, uma delas, em Itatiaia, que durou 36 dias. Coletou amostras em Minas Gerais e em outras localidades na América do Sul. Maria era exímia escaladora, o que a possibilitava alcançar lugares de difícil acesso para coletar amostras, como o Pico das Agulhas Negras.
Após sua contratação oficial em 1925, Maria Bandeira passa a integrar a comissão de redação do periódico Arquivos do Jardim Botânico do Rio de Janeiro, com Pacheco Leão e Fernando Rodrigues da Silveira. Entretanto, Maria não publicou nem assinou nenhum artigo científico neste periódico.

## Sorbonne
Em 1930, Maria passou quatro meses na Europa, visitando várias cidades como Londres, Roma, Genebra e Chamonix-Mont-Blanc. Revelou em uma carta à sua irmã como foi divertido escalar o Montblanc, a mais alta montanha dos Alpes, e ter alcançado 4.300 metros de altitude. Em outubro do mesmo ano, se estabeleceu em Paris, onde estudou na Sorbonne Université a fim de obter um diploma de ensino superior, trabalhando no laboratório de Louis Lapicque, que também visitou o Rio de Janeiro em 1927.
| “ | Eu pretendo passar o ano escolar, que termina lá para maio, junho, em Paris. Estou fazendo uns trabalhos sob a orientação do ‘Patron’ (Lapicque) e se der resultado poderei apresentar e defender, o que me dará um diploma de estudos superiores... e com franqueza, prefiro ficar por aqui, onde estou muito mais acompanhada, e onde aproveito muito mais em todos os sentidos. | ” |

Em outras cartas redigidas para Agnes Chase, em janeiro de 1931, Maria conta que planejava visitá-la em Washington e mostra preocupação com as mudanças políticas que estavam ocorrendo no Brasil e que sua estada em Paris era “quase um sonho”, além de detalhar suas pesquisas sob orientação de Lapicque.

## Ordem das Carmelitas
Em abril do mesmo ano de 1931, Maria ingressa na Ordem das Carmelitas Descalças, no Convento de Santa Teresa, no Rio de Janeiro. Em algum momento daquele ano, Maria recebeu uma carta da madre superiora do convento, Maria José de Jesus, informando que a esperada “vaga” para entrar no convento havia surgido. Maria então abandona os estudos em Paris e meses depois ingressa no convento, mesmo com a resistência da família.
Sua família era católica devota e praticante e Maria estudou em colégios católicos. Duas de suas irmãs já haviam optado na mesma época pela vida religiosa na ordem do Sagrado Coração de Jesus. Não se sabe quais foram os motivos que a levaram a abandonar a vida científica que lhe parecia ser tão estimulante e gratificante. Maria não escolheu uma ordem onde pudesse continuar seus estudos ou mesmo como professora, mas sim optou por uma das ordens monásticas mais rigorosas da Igreja católica, onde as monjas procuram a perfeição no silêncio, na oração e no afastamento do mundo, chamada clausura papal maior.
Causa estranhamento as críticas mordazes de Maria às ordens monásticas em cartas para a família em janeiro do mesmo ano.
| “ | (...) a satisfação que tive ao verificar que em ‘todo o mundo’ o atraso formidável de ‘certas e determinadas’ ordens religiosas (com menção honrosa o Sacré-Coeur) é constatado de modo irrefutável em matéria de educação e ensino, com prejuízo lastimável para a Igreja. E que Roma, consciente de sua responsabilidade como guarda da ‘fé e costumes’, está agindo, tarefa porém dificílima, pois as pobres freiras são eminentemente pobres de espírito e, vivendo em atraso de dois séculos e à distância incomensurável da sociedade atual, não entendem e não há santo nem Papa que as faça compreender. | ” |

Suas correspondências, entretanto, apontam uma proximidade com a Madre Maria José de Jesus. Maria Bandeira dedicou 60 anos de sua vida ao Carmelo de Santa Teresa. A reação de sua família foi de extrema surpresa e no Jardim Botânico seus colegas ficaram espantados e alguns colegas como Ducke ficaram furiosos com a perda da colega. Dois eventos podem ter contribuído para sua opção pelo convento: a morte dos pais e o rompimento de relações com seu irmão por volta da mesma época.

## Morte
Maria Bandeira morreu em 1992, no Rio de Janeiro, aos 90 anos.